# Corymbophanes
Corymbophanes és un gènere de peixos pertanyent a la família dels loricàrids.

## Descripció
- Igual que altres loricàrids, tenen plaques al cos i una boca succionadora.
- Corymbophanes andersoni no fa més enllà dels 8,6 cm de llargària total i Corymbophanes kaiei dels 6,6.
- Llur coloració va del marró fosc al negre amb taques de color blanc o crema.
- C. kaiei té franges clares i fosques alternades a l'aleta caudal i l'abdomen fosc. En canvi, C. andersoni no té franges i l'abdomen és clar.
- Absència d'aleta adiposa.
- Aleta dorsal i caudal curtes.
- Ulls petits.[2][3][4]

## Hàbitat
Viuen entre troncs submergits i sobre fons de grava i còdols.

## Distribució geogràfica
Es troben a Sud-amèrica: Corymbophanes andersoni viu aigües amunt de les cascades Kaieteur (riu Potaro, conca del riu Essequibo) i Corymbophanes kaiei a la conca superior del riu Potaro (conca del riu Essequibo).

## Taxonomia
- Corymbophanes andersoni (Eigenmann, 1909)[7]
- Corymbophanes kaiei (Armbruster & Sabaj, 2000)[8][9][10][11][12][13][14]